# Mycomya woodi
Mycomya woodi är en tvåvingeart som beskrevs av Vaisanen 1984. Mycomya woodi ingår i släktet Mycomya och familjen svampmyggor. Inga underarter finns listade i Catalogue of Life.